# Claude-Étienne Guyot

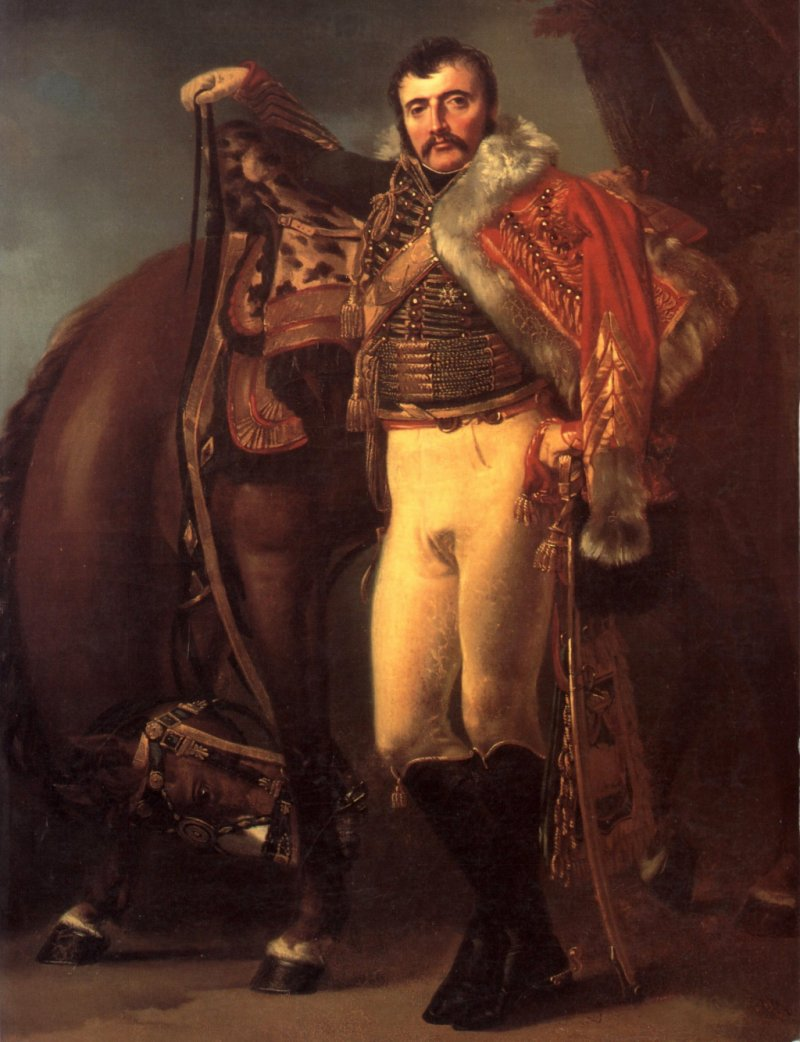
Claude Etienne Guyot

Claude-Étienne Guyot (* 5. September 1768 in Villevieux; † 28. November 1837 in Paris) war ein französischer Général de division der Kavallerie.

## Leben
Mit 22 Jahren trat Guyot 1790 als einfacher Soldat in die Armee ein. Bereits nach kurzem kämpfte er in der Rheinarmee und half unter Führung von General Jean-Baptiste Kléber mit den Aufstand der Vendée niederzuschlagen. Er konnte sich durch Tapferkeit auszeichnen und wechselte 1802 im Rang eines Capitaine zur Konsulargarde.
Guyot kämpfte bei Austerlitz (2. Dezember 1805), Preußisch Eylau (7./8. Februar 1806) und Waren-Nossentin (1. November 1806).
Nach seiner Beförderung zum Colonel übernahm Guyot 1807 bis 1809 als Colonel en second das Kommando über das Régiment de chasseurs à cheval de la Garde imperiale. Unter Führung von General Charles Lefebvre-Desnouettes war er u. a. 1808 an der Belagerung von Saragossa beteiligt.
Nach weiteren Beförderungen wurde Guyot in den Stab Napoleons versetzt und kämpfte bei Aspern (21./22. Mai 1809), Wagram (5./6. Juli 1809). Seine Tapferkeit vor Wagram wurde mit der Ernennung zum „Kammerherrn Napoleons“  und der Beförderung zum Général de brigade gewürdigt.
Im Stab Napoleons nahm Guyot 1812 am Russlandfeldzug teil. Er kämpfte bei Kljastizy (28./30. Juli 1812), Smolensk (17./18. August 1812), Borodino (2. September 1812) und an der Beresina (26./28. November 1812). Guyot nahm anschließend auch an den Schlachten von Großgörschen (2. Mai 1813), Bautzen (20./21. Mai 1813), Kulm (29./30. August 1813) und Leipzig (16./19. Oktober 1813) teil und 1814 an den Schlachten bei La Rothière (1. Februar), Champaubert (10. Februar), Craonne (7. März), Vauchamps (14. Februar) und Paris (30. März).
Als Napoleon die Insel Elba verlassen hatte und dessen „Herrschaft der Hundert Tage“ begannen, schloss sich Guyot sofort wieder dem Kaiser an. In der Schlacht bei Waterloo (18. Juni 1815) war Guyot Kommandant der „Division de cavalerie lourde de la Garde“ (Schwere Garde-Kavalleriedivision) und wurde bei der Attacke der Division schwer verwundet.
Als sich nach der Julirevolution die Monarchie wieder etablieren konnte, wurde Guyot für einige Jahre Militärgouverneur von Toulouse. Anschließend zog er sich ins Privatleben zurück und ließ sich in Paris nieder, wo er am 28. November 1837 im Alter von 69 Jahren an den Folgen eines Schlaganfalls verstarb und auch dort seine letzte Ruhestätte fand.

## Herkunft und Familie
Guyot war das jüngste Kind des Landarbeiters Claude-Etienne Guyot (1725–1801) und dessen Frau Sébastienne geb. Maillot (1724–1780). Unter seinen 11 Geschwistern waren zwei Zwillingspaare. Als seine Mutter starb, war er knapp 12 Jahre alt; sein Vater heiratete kurz darauf  Sébastienne geb. Renard.
Im Februar 1800 heiratete Guyot Francoise Gay, Tochter eines Apothekers. Aus der Ehe stammten 5 Söhne und eine Tochter.

## Ehrungen
- 1805 Ordre de la couronne fer
- 1808 Baron de l’Émpire
- 1813 Comte de l’Émpire
- Ordre royal et militaire de Saint-Louis
- Commandeur der Ehrenlegion
- Sein Name findet sich am westlichen Pfeiler (31. Spalte) des Triumphbogens am Place Charles-de-Gaulle (Paris).